# Richard Elton Goodwin
Sir Richard „Dick“ Elton Goodwin, KCB, CBE, DSO, MC (* 17. August 1908 in Woolwich, England; † 28. Oktober 1986 in Bury St Edmunds, Suffolk, England) war ein britischer Offizier der British Army, der unter anderem als Generalleutnant von 1963 bis 1966 Kommandierender General des I. Korps (I Corps) sowie zwischen 1966 und 1969 Militärischer Sekretär im Verteidigungsministerium war. Darüber hinaus fungierte er von 1969 bis 1972 als Lieutenant of the Tower of London.

## Leben

### Offizier in Britisch-Indien, Zweiter Weltkrieg und Nachkriegszeit
Richard „Dick“ Elton Goodwin, Sohn von Oberst W. R. P. Goodwin, DSO, war ein Neffe von Generalleutnant Sir Thomas Goodwin, der unter anderem zwischen 1927 und 1932 Gouverneur von Queensland war. Er selbst trat 1928 als Leutnant (Second Lieutenant) in das Suffolk Regiment ein, einem Linieninfanterieregiment der British Army. Er wurde mit seinem Regiment von 1930 bis 1938 nach Britisch-Indien verlegt und war dort 1935 kurzzeitig Adjutant (Aide-de-camp) des Gouverneurs von Madras, John Erskine, Lord Erskine  (1895–1953), sowie im Anschluss von 1935 bis 1938 Adjutant des 2. Bataillons des Suffolk Regiment. Während des Zweiten Weltkrieges wurde er am 21. Dezember 1941 zunächst kommissarischer Oberstleutnant (Acting Lieutenant-Colonel) sowie am 21. März 1941 vorübergehender Oberstleutnant (Temporary Lieutenant-Colonel) und war als solcher zwischen 1942 und 1943 stellvertretender Kommandeur des 9. Bataillons des Royal Warwickshire Regiment. Als vorübergehender Oberstleutnant war er zudem zwischen 1943 und 1945 Kommandeur (Commanding Officer) des 1. Bataillons des Suffolk Regiment. Am 31. August 1944 wurde er für seine Verdienste während der Operation Overlord, der alliierten Landung in der Normandie, mit dem Distinguished Service Order (DSO) ausgezeichnet.
Nach Kriegsende wurde Goodwin am 22. Juni 1945 Kommandeur der 214. Infanteriebrigade (214th Infantry Brigade) und am 30. August 1945 zum Major befördert. Nachdem er 1946 das Staff College Camberley besucht hatte, war er zwischen 1947 und 1949 College Commander an der Royal Military Academy Sandhurst, die 1947 aus der Zusammenlegung der Royal Military Academy (RMA) und dem Royal Military College (RMC) entstanden war. Daraufhin war er zwischen 1949 und 1951 Generalstabsoffizier für Ausbildung im Hauptquartier der Landstreitkräfte im Fernen Osten (Headquarters Far East Land Forces) und erhielt dort am 5. Februar 1951 seine Beförderung zum Oberst (Colonel). Nach seiner Rückkehr fand er von 1951 bis 1954 Verwendung als Kommandant der Infanterieschule (School of Infantry) des Heereskommandos Süd (Southern Command) und wurde 1954 Commander des Order of the British Empire (CBE).

### Aufstieg zum Generalleutnant
Im Oktober 1954 übernahm „Dick“ Goodwin den Posten als Kommandeur der 6. Infanteriebrigade (Commanding Officer, 6th Infantry Brigade) und hatte diesen bis November 1957 inne. Während dieser Zeit wurde er am 1. Januar 1956 zum Brigadier befördert. Danach war zwischen dem 21. Dezember 1957 und dem 12. Juli 1960 Kommandeur der 49. Division (General Officer Commanding, 49th North Midlands and West Riding Division) sowie des zur Territorialarmee gehörenden Militärbezirk North Midlands. Er wurde am 21. Juni 1956 zum Generalmajor (Major-General) befördert und wurde am 13. Juni 1959 auch Companion des Order of the Bath (CB). Als Generalmajor fungierte er zwischen dem 14. Oktober 1960 und dem 1. November 1963 als Oberkommandierender der britischen Streitkräfte in Ostafrika (General Officer Commanding-in-Chief, East Africa). Darüber hinaus wurde er am 11. September 1962 Regimentsoberst des 1st East Anglian Regiment (Royal Norfolk and Suffolk).
Richard „Dick“ Elton Goodwin wurde am 1. Januar 1963 zum Knight Commander des Order of the Bath (KCB) geschlagen und führte fortan den Namenszusatz „Sir“. Am 3. Dezember 1963 löste er Generalleutnant Sir Kenneth Darling als Kommandierender General des I. Korps (General Officer Commanding-in-Chief, I Corps) ab und verblieb auf diesem Posten bis zum 10. Januar 1966, woraufhin Generalleutnant Sir John Mogg seine dortige Nachfolge antrat. Zugleich wurde er am 3. Dezember 1963 auch zum Generalleutnant (Lieutenant-General) befördert. Danach wechselte er ins Verteidigungsministerium (Ministry of Defence) und löste dort am 20. Januar 1966 Generalleutnant Sir John d’Arcy Anderson als Militärischer Sekretär (Military Secretary) ab. Er war damit bis zu seiner Ablösung durch Generalleutnant Sir Thomas Pearson am 13. Januar 1969 verantwortlich für Ernennungen, Beförderungen, Entsendungen und Disziplinarmaßnahmen von hochrangigen Offizieren der britischen Armee.
Am 10. Februar 1969 trat Goodwin in den Ruhestand Als Nachfolger von Generalleutnant Sir Richard Craddock übernahm er im September 1969 das Ehrenamt als Lieutenant of the Tower of London und bekleidete dieses bis zum 9. September 1972, woraufhin Generalleutnant Sir George Lea ihn ablöste. Am 20. Dezember 1973 wurde er Deputy Lieutenant der Grafschaft Suffolk Er war ferner von 1978 bis 1983 Vice Lord-Lieutenant der Grafschaft Suffolk. Aus seiner 1940 geschlossenen Ehe Anthea Mary Sampson ging unter anderem Major Robert H. P. Goodwin hervor.